# SilveryWhite 〜君と出逢った理由〜
『SilveryWhite 〜君と出逢った理由〜』（シルベリー・ホワイト 〜きみとであったわけ〜）は、2006年9月29日に桜月より発売された日本の18禁アドベンチャーゲーム。
2007年3月27日には、『SilveryWhite 〜君と出逢った理由〜 DVDPG』のタイトルでDVDPG版がN43Projectより発売された。

## 概要
2006年3月17日に桜月の第二弾作品として『白銀の大陸』という仮タイトルで制作が告知され、当初は2006年7月26日の発売を予定していたが、延期を重ね9月29日の発売となった。
キャラクター、特にメインヒロインのエリッサ・イシュチェルの外観からは中世を舞台としたファンタジー作品であるかのような印象を受けるが、実際は現代の九州の離島を舞台としている。ただし、主要登場人物の多くが太古存在したアトランティスの人物の魂を受け継ぐ生まれ変わりとしていて、登場人物の前世の回想として登場するアトランティスの描写は中世を舞台としたファンタジーの雰囲気を醸し出している。

## ストーリー
普通の人にはない特殊な能力を持ち、周囲との軋轢に悩み荒れていた柴原慎也は、中学時代の恩師である宮辻静流の勧めもあり、N県F島という九州の離島にある学園に転校することとなる。新しい環境の下で大人しく控えめに学園生活を過ごそうと心に決めていた柴原であったが、学園では柴原と同じく特殊な能力を持つ人物や奇妙な事件に遭遇し、かくして前世にまつわる壮大な物語にまきこまれていくのであった。

## 登場人物

### 主人公
柴原 慎也（しばはら しんや）
学園の2年生。幼い頃よりを尋常ではない怪力などの特殊な能力を持っていたために、周囲から気味悪がれ孤立していた。現在は中学3年のときの担任であり、自分を理解してくれた宮辻静流の家に一乃とともに居候をしている。

### ヒロイン
エリッサ・イシュチェル（Erissa Ishuchel）
声：佐本二厘
柴原の転校初日に学園の校舎裏に珍妙な衣装をまとい現れ、突然剣を突きつけたなぞの美女。古い伝承や書物には「氷の魔女」としてその名を謳われている。
折山 那由里（おりやま なゆり）
声：韮井叶
学園の2年生。黒髪の長髪で、清楚な性格な大和撫子。F島を鎮護する神社の娘で、家の手伝いで巫女をしている。性格はまったく異なるものの、一乃とは親友とよべる間柄にある。
家氏 一乃（いえうじ かずの）
声：茶谷やすら
学園の2年生。日本有数の資産家である家氏家の末娘であるが、世間知らずで負けず嫌いの問題児。乳母の娘である静流の家に居候している。柴原とは中学時代の同級生で、そりが合わずよくケンカをする関係であった。
蒼井 詩亞（あおい しあ）
声：松田理沙
学園の3年生。学校の中庭にある温室でメイド喫茶を営んでいるが、そこにたどり着けるのは詩亞のとりまきの精霊に気に入られた人物のみ。
高村 牧歩（たかむら まきほ）
声：まきいづみ
学園の1年生。快活でおてんばな少女。アトランティスとは何の関係もない一般人であるものの、詩亞やそのとりまきの精霊に気に入られたためにアトランティスをめぐる因縁に巻き込まれる。

## 世界観
アトランティスは15000年前に大西洋上に存在した大陸で、幻の金属オリーハルコンなど高度な技術が発展しており、その消滅直前には大陸内に10か国の国家が群雄割拠していた。各国の王族は、1人で1万人の兵士に匹敵する魔力を持っているとされる。

### 国家
イツァムナー国 (Itsamunar)

チャック国 (Chuck)

ユン・シミル国 (Yum Shimil)

ユム・カアシュ国 (Yum Caashu)

カウィル国 (Cawil)

コアトリクエ国 (Coatorice)

エク・チュアフ国 (Ec Tuaf)

チクチャン国 (Ticchan)

イシュチェル国 (Ishuchel)

チェベル・ヤシュ国 (Chebel Yashu)

## 音楽
主題歌「かさなりあう幻を見上げている」
作詞・作曲・編曲：team RETRONICA 大田雄一 / 歌：榊原ゆい
エンディングテーマ「月の夜に咲くこの世界」
作詞・作曲・編曲：team RETRONICA 大田雄一 / 歌：榊原ゆい

## スタッフ
- 原画：村上水軍
- ディレクター：御子石大郁
- シナリオ：御子石大郁、村中志帆、織田濃子